# Dávidházy Sámuel
Dávidházy Sámuel (Bekes Sámuel) (Poroszló, 1789. július 1. – Gyoma, 1862. április 23.) Kálvinizmus lelkész.

## Élete
Apa, Dávidházy János, tanító volt. Tanulmányait Hódmezővásárhelyt kezdte s 1815-ben Debrecenben végezte a hittanszakot és seniorságot; ezután külföldre ment Göttingenbe s 1816-ban Utrechtbe, hol 300 forintnyi ösztöndíjban részesült, melyért köteles volt minden héten legalább egyszer az Újtestamentumot görög szövegből magyarázni hallgatótársai előtt. Ezután beutazta Hollandiát, visszatért hazájába s agyai lelkésszé választatott apja mellé. 1818 tavaszán Gyomára rendeltetett időközi lelkésznek és 1819-ben rendes lelkész lett.

## Munkái
Egyházi beszédek. Szarvas, 1857. (Az orgona felállítása javára.)